# Lechera (oficio)

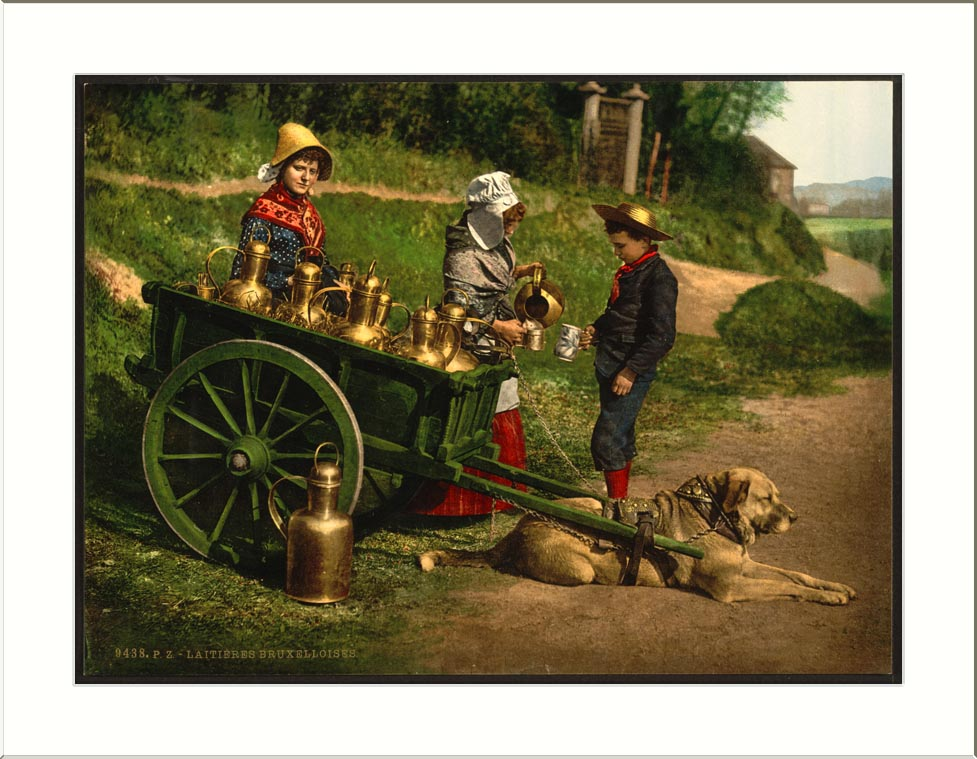
Lecheras ambulantes belgas de Bruselas

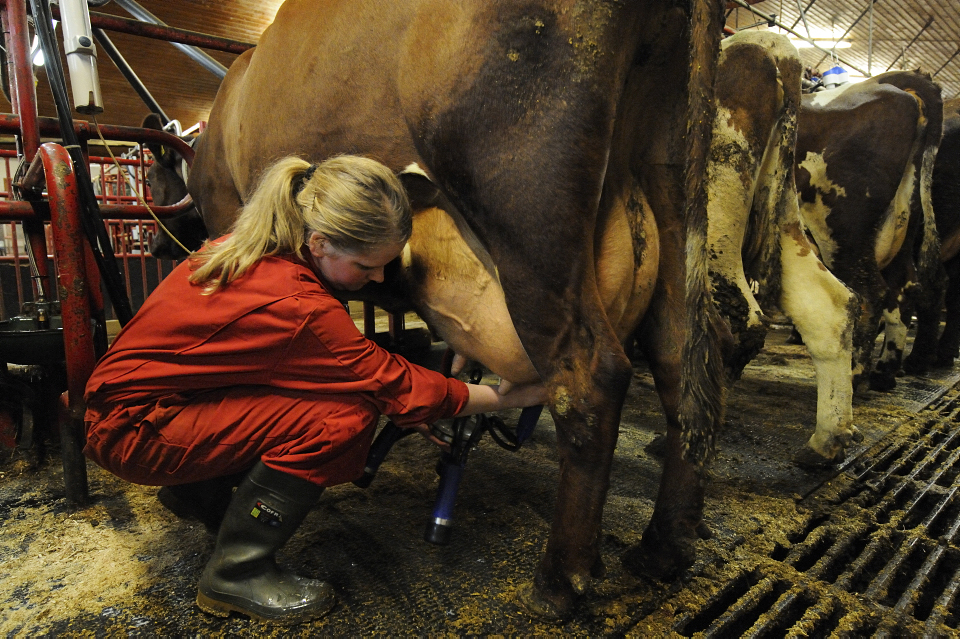
Preparando la máquina de ordeño en una granja de Noruega.

Lechera o lechero denominan a la persona que tiene como ocupación laboral recoger la leche y realizar su reparto o venta entre la población. El término se aplica indistintamente al trabajador que ordeña, al que reparte la leche y al que la vende en un establecimiento específico del ramo.

## Historia
A lo largo de la historia europea, los trabajos relacionados con el ordeño, distribución y venta de la leche –no solo de vaca, aunque sí de forma preferente–
formaron parte de la vida rural y de forma más activa en la explotación del ganado en granjas de productos lácteos, al principio con pocos animales.
La vigilancia del ganado (vacas, cabras, ovejas), su pastoreo y cuidado, las labores de mantenimiento de los establos se realizaban indistíntamente por mujeres y hombres, así como el ordeño, reparto y venta del producto (leche y en ocasiones quesos o yogur). El conjunto del proceso laboral evolucionó con los avances industriales, ampliándose en grandes explotaciones mecanizadas, que a su vez serían sustituidas por técnicas de última generación como la robótica o la biotecnología para aumentar su eficiencia. No obstante todavía subsisten medianos y pequeños productores de leche que combinan maneras tradicionales con otras modernas en especial en el proceso de higienización, reparto y envase.

## Iconografía artística en España

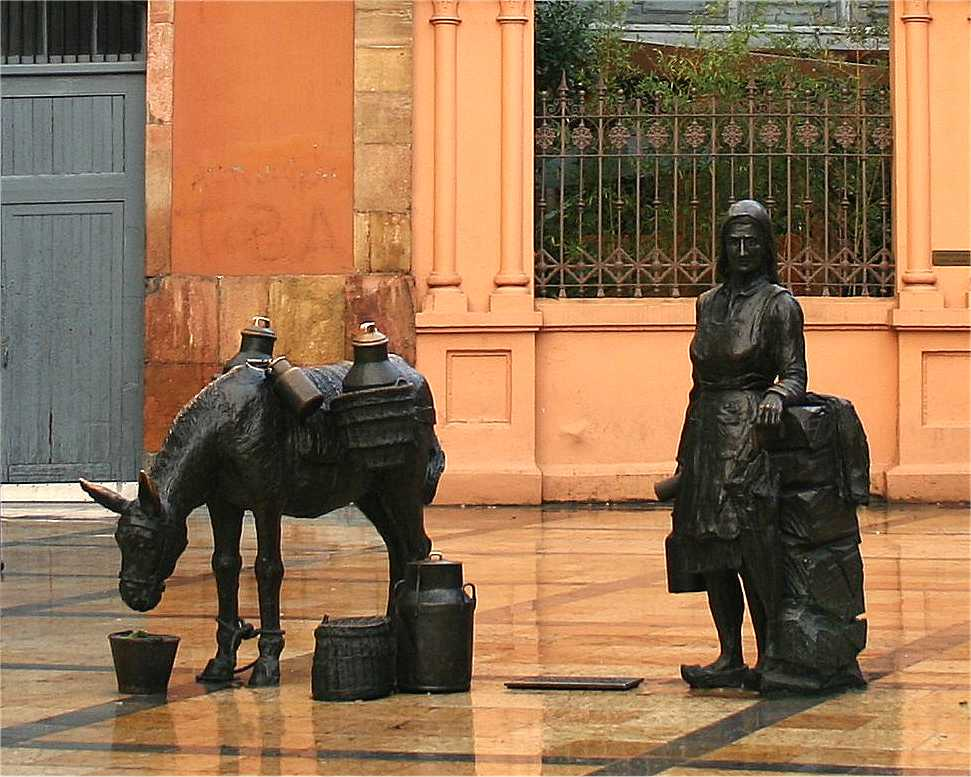
lechera de Oviedo, con su acémila y sus cántaras. Obra de Manuel García Linares en 1996.

Motivo artístico popular de cierta tradición literaria desde Esopo y su fábula versificada luego por Félix María Samaniego, el personaje de la lechera aparece retratado en obras famosas de grandes pintores como Vermeer (La lechera) o Francisco de Goya (La lechera de Burdeos).
De especial valor antropológico podrían considerarse algunas esculturas dedicadas al trabajo del reparto de leche, como los conjuntos escultóricos localizados en las ciudades de Orense, Oviedo, Santa Cruz de Tenerife o Santiago de Compostela.

## Iconografía en Europa
Pintura, escultura y fotografía han conformado desde hace siglos –en el caso de las dos primeras– una iconografía documental que habla por sí misma. Una mínima y anecdótica quizá selección:

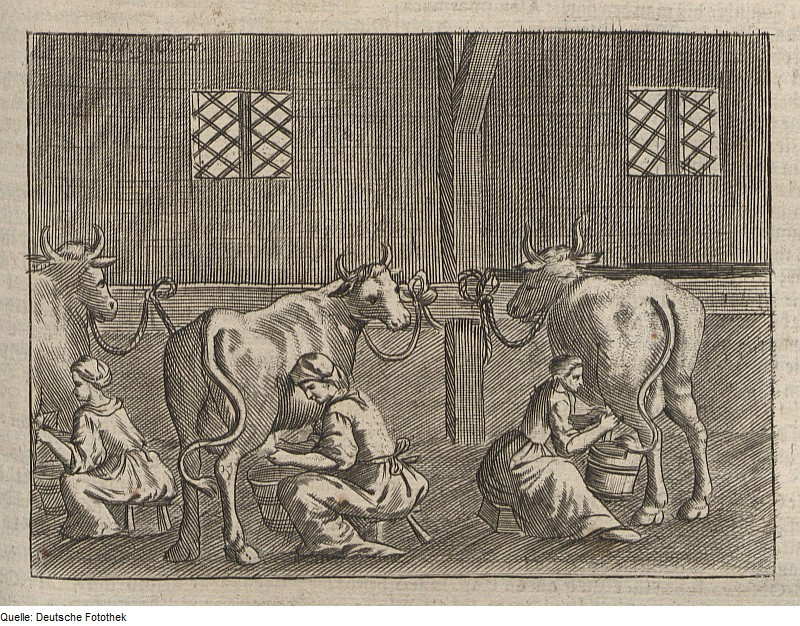
Grabado de la Georgica Curiosa Aucta (1695).
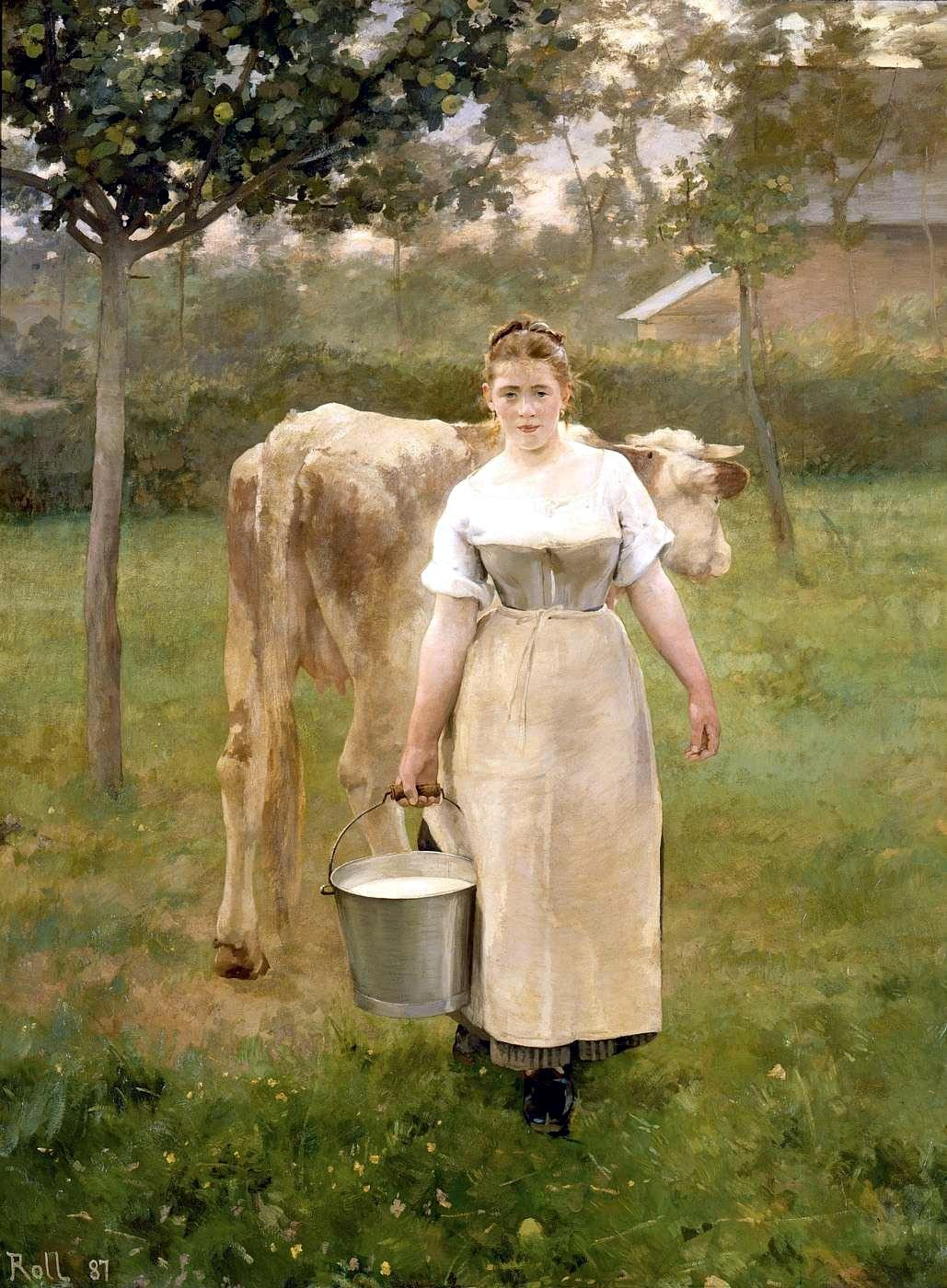
La granjera Lamétrie, pintada por Alfred-Philippe Roll (1887).
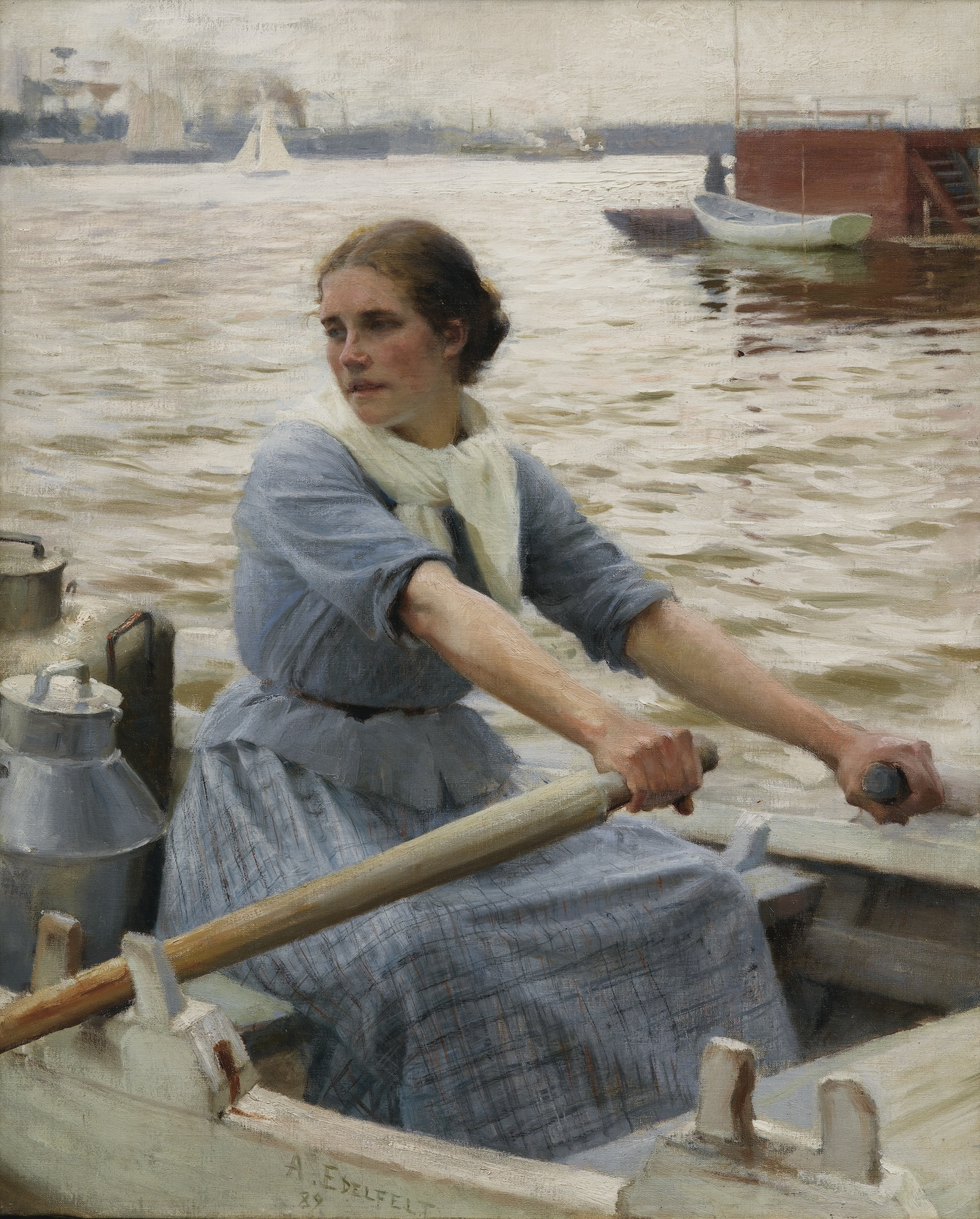
La lechera de Albert Edelfelt (1889).
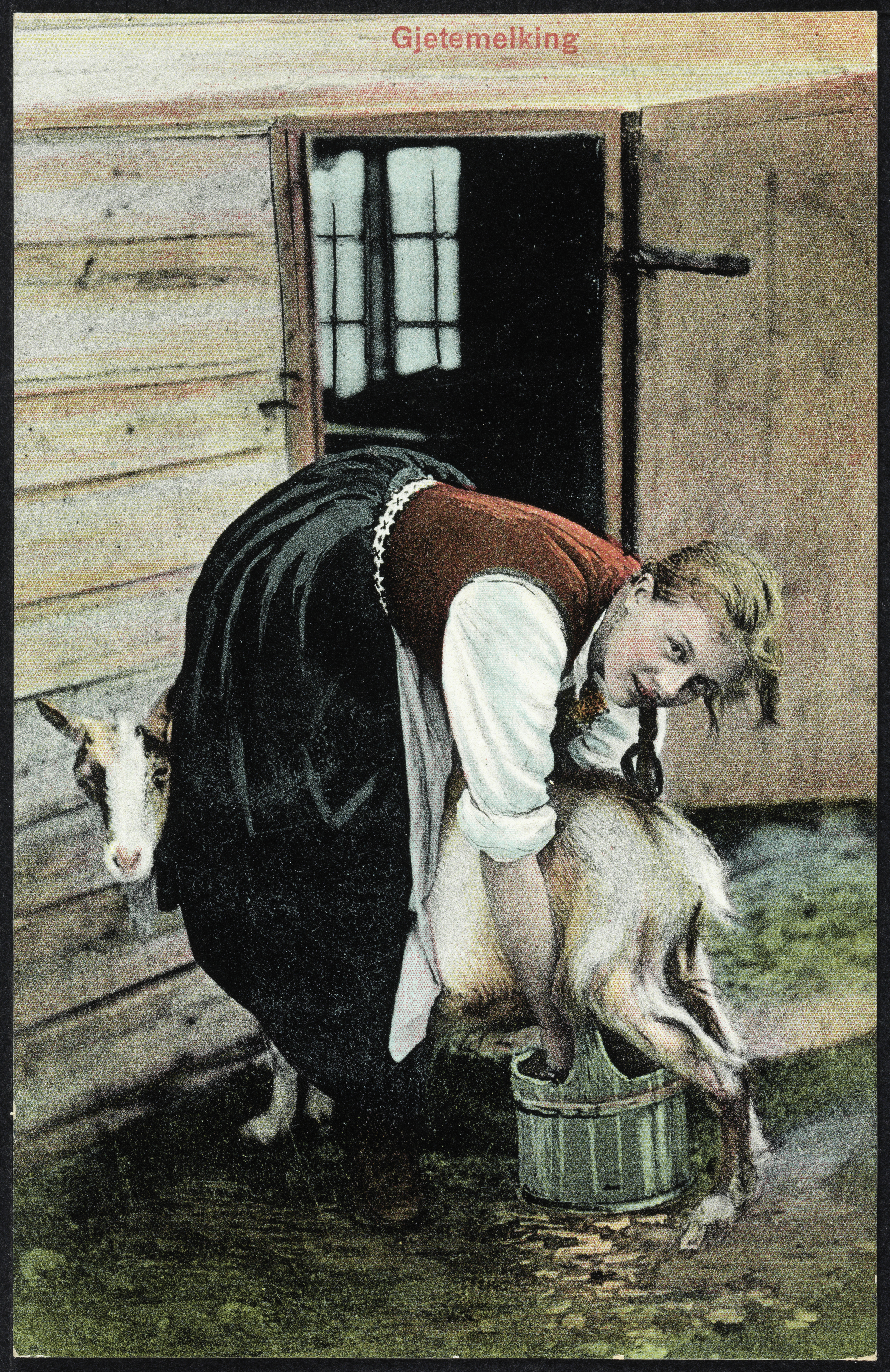
Ordeñando una cabra (ca. 1905-1910).
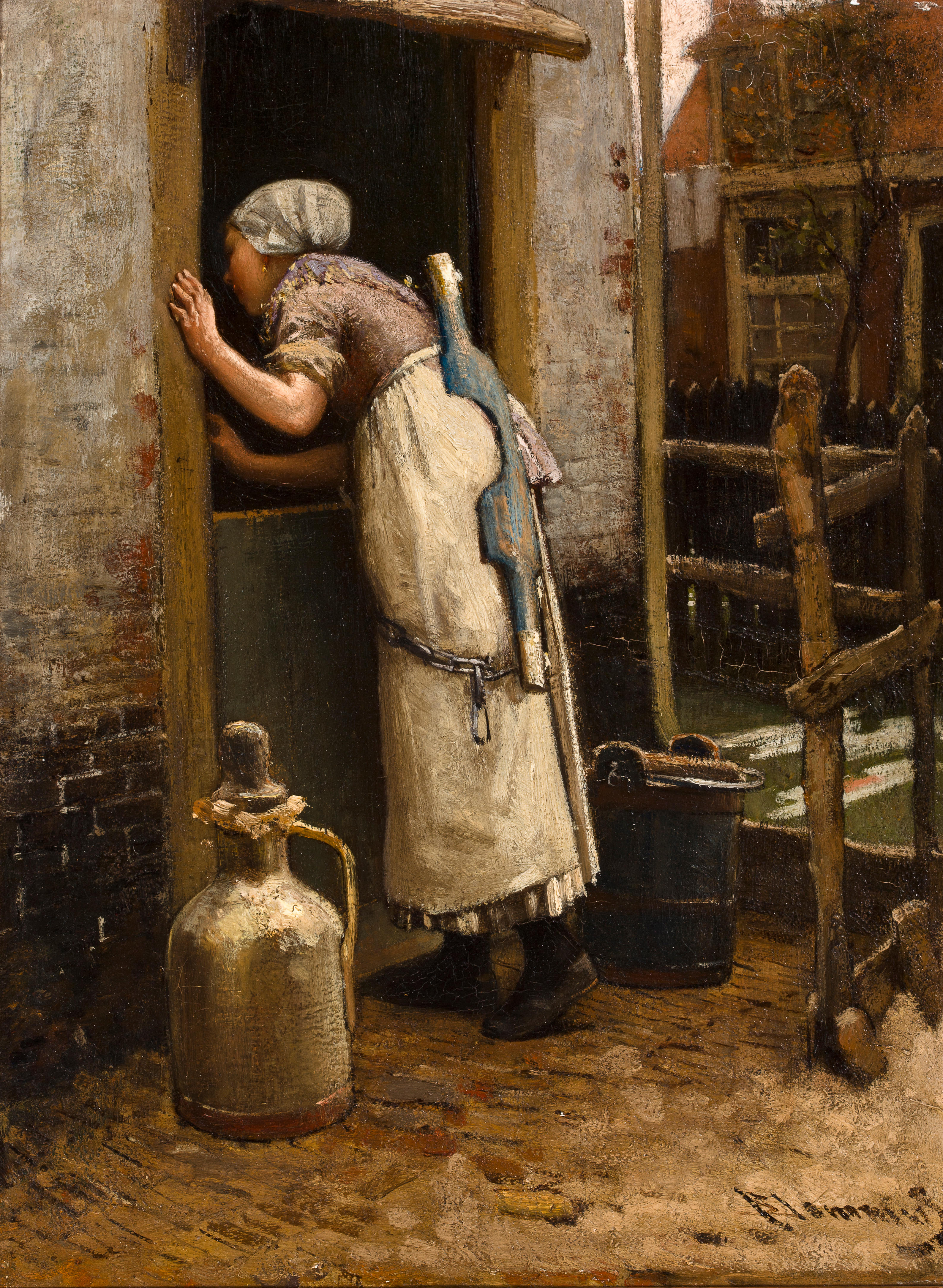
Lechera con yugo y cántara, por Bernard Blommers (1914).
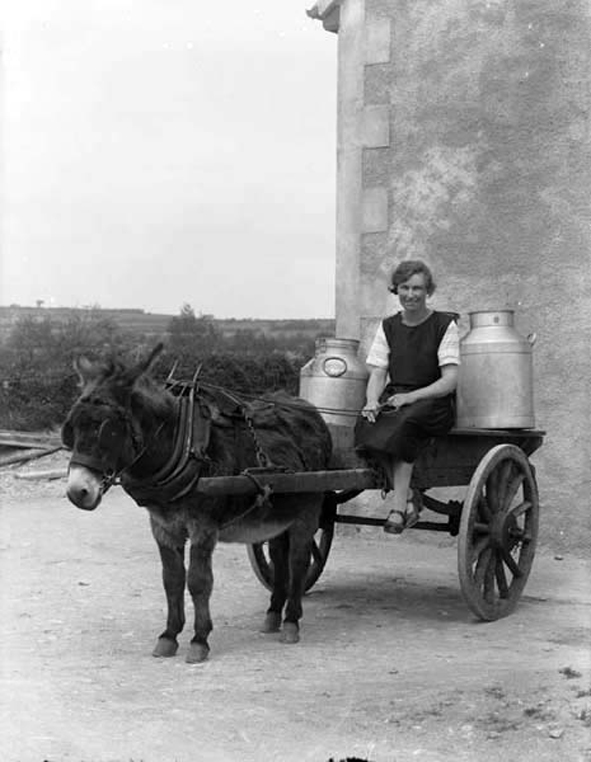
Reparto de leche en Irlanda (ca. 1928).

## Lecheras y lecheros
Entre las personas que llegarían a ser famosas por otras ocupaciones o situaciones, pero que durante un periodo de su vida ejercieron la profesión del reparto de leche, se podrían citar, por ejemplo:
- Louis Armstrong, mítico trompetista de jazz;
- Daniel Ayala Pérez, compositor mexicano del siglo xx;
- Sean Connery, actor escocés;
- Elisa Medina, activista argentina por los derechos humanos;
- Antonio Muñoz Zamora, superviviente del campo de concentración de Mauthausen;
- Edgar Wallace, escritor británico, considerado el padre del thriller;

## Uruguay
Uruguay es un país que tiene una industria láctea de producción y exportación. En 2020, eran aproximadamente 20.000 personas que trabajaban en los tambos y las industrias lácteas. Hay en Uruguay 3.300 productores de leche, el 73% envía su producción a la industria y el 27% produce queso artesanal en el establecimiento. En los tambos predomina el trabajo familiar, en la industria la mayoría son trabajadores permanentes.
Las personas se pueden formar en este oficio en la Universidad del Trabajo del Uruguay (UTU) y la Universidad Tecnológica (UTEC).